# Callicarpa dichotoma
Espèce
Classification phylogénétique
Callicarpa dichotoma est une espèce de plantes à fleurs de la famille des Verbénacées ou, selon la classification phylogénétique, de la famille des Lamiacées. C'est un arbuste originaire d'Asie orientale.
Synonyme : Porphyra dichotoma Lour.

## Description
C'est un arbuste pouvant atteindre 3 m de haut au maximum, au feuillage caduc.
Les feuilles, sessiles, sont lancéolées.
Les cymes portent de petites fleurs de moins de 1 mm de diamètre à corolle violette.
Les fruits - blancs ou violets selon la variété - ont 1 à 2 mm de diamètre.

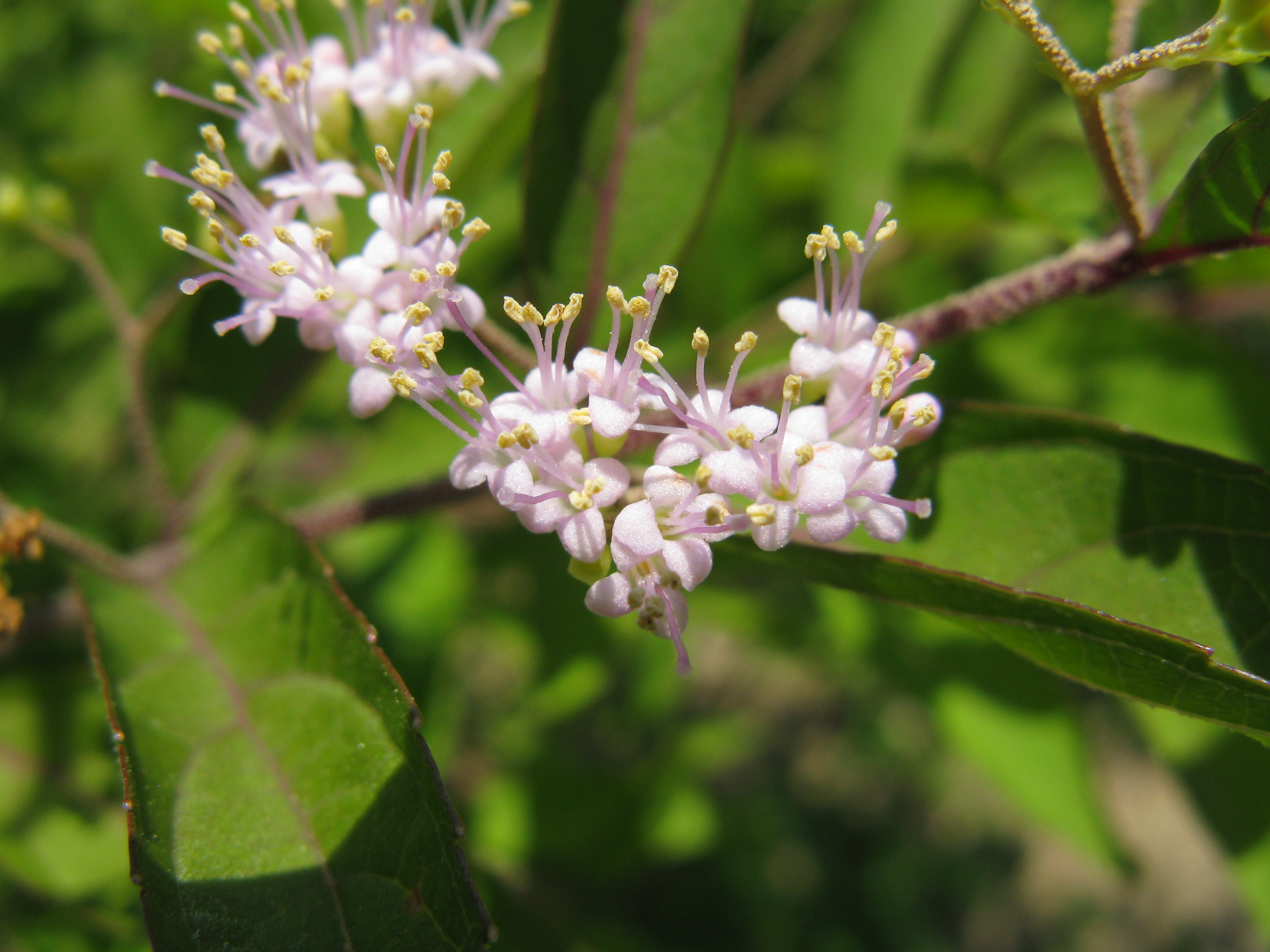
Fleurs.
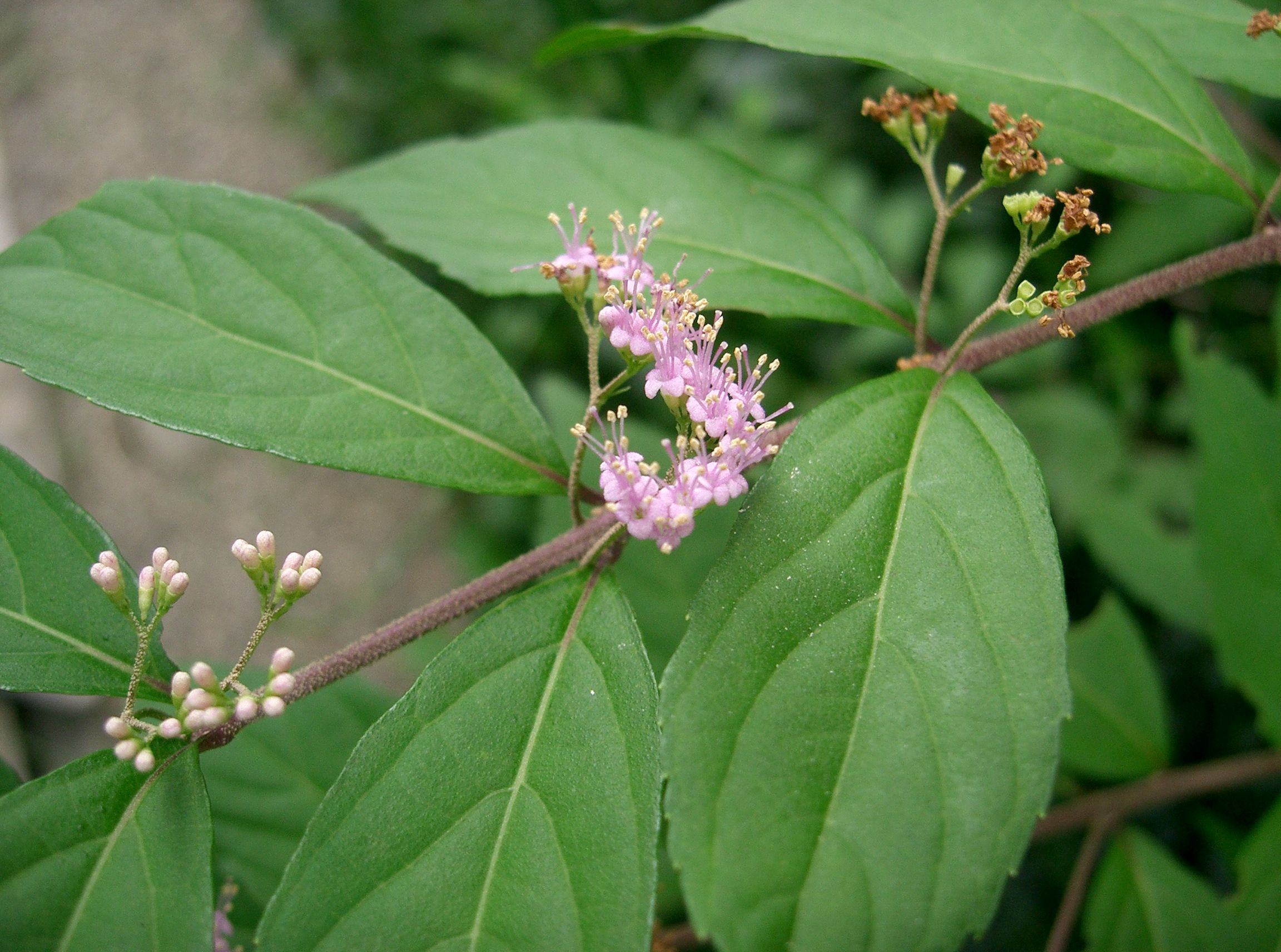
Fleurs.
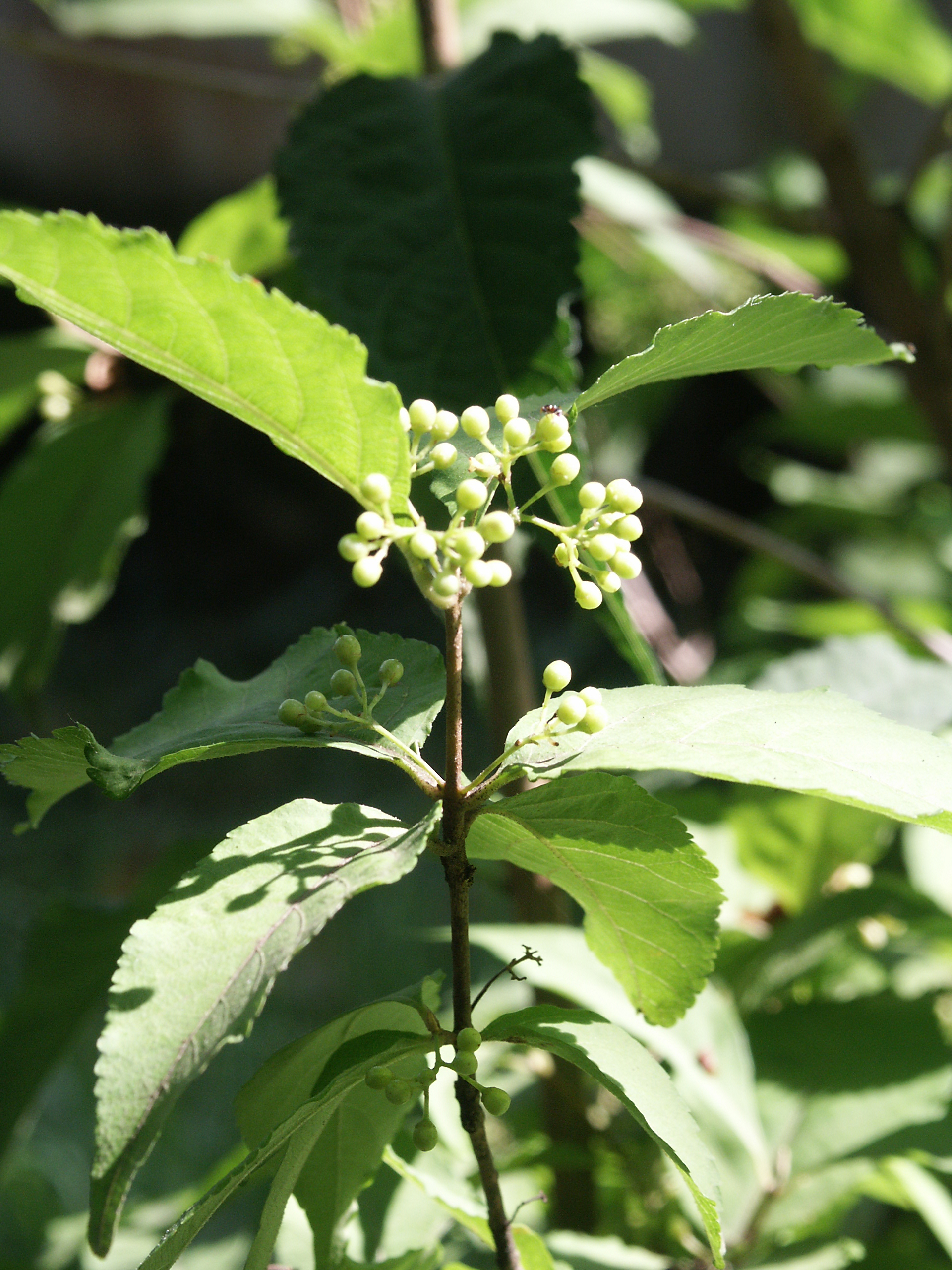
Jeunes fruits.
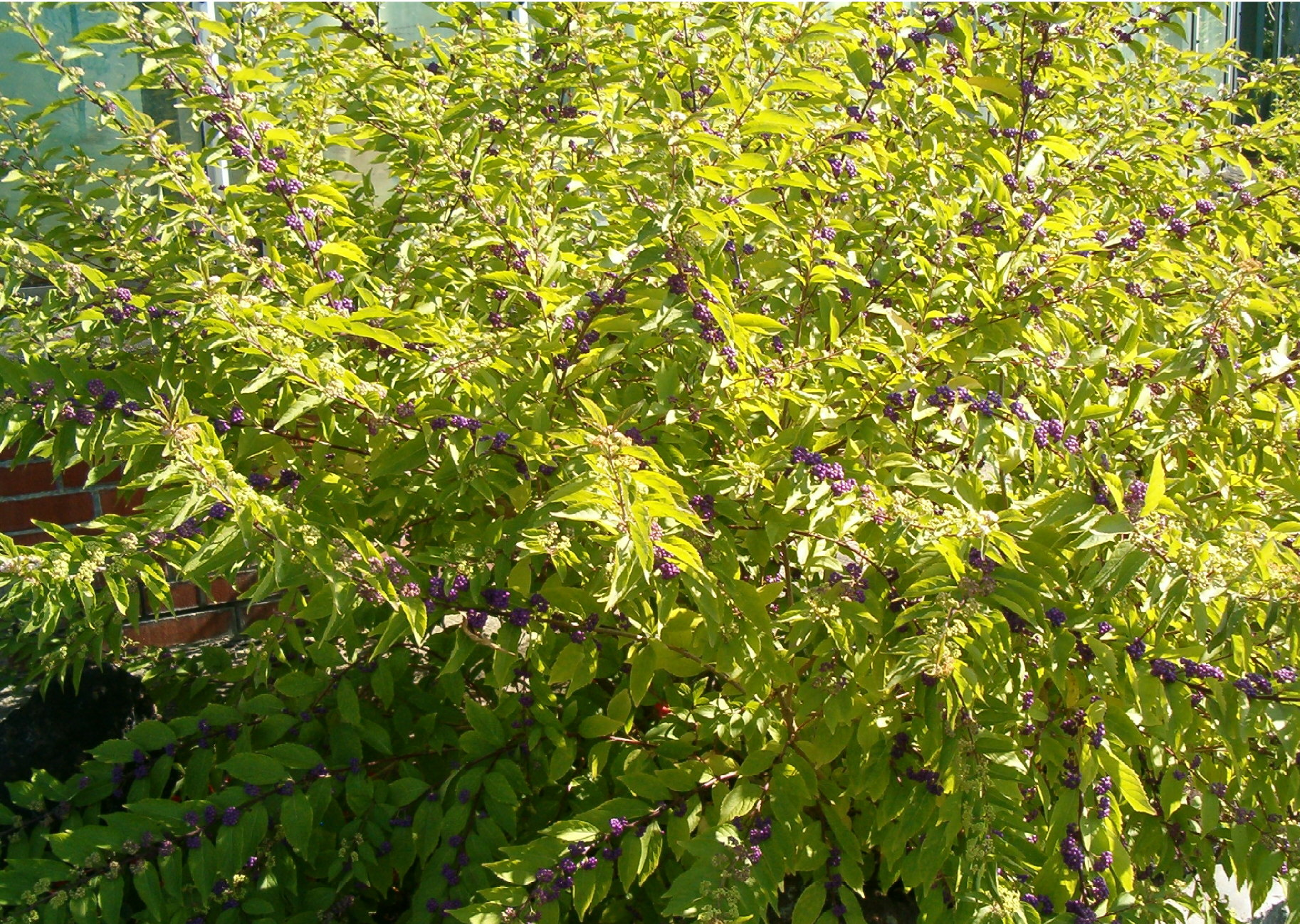
Aspect automnal.
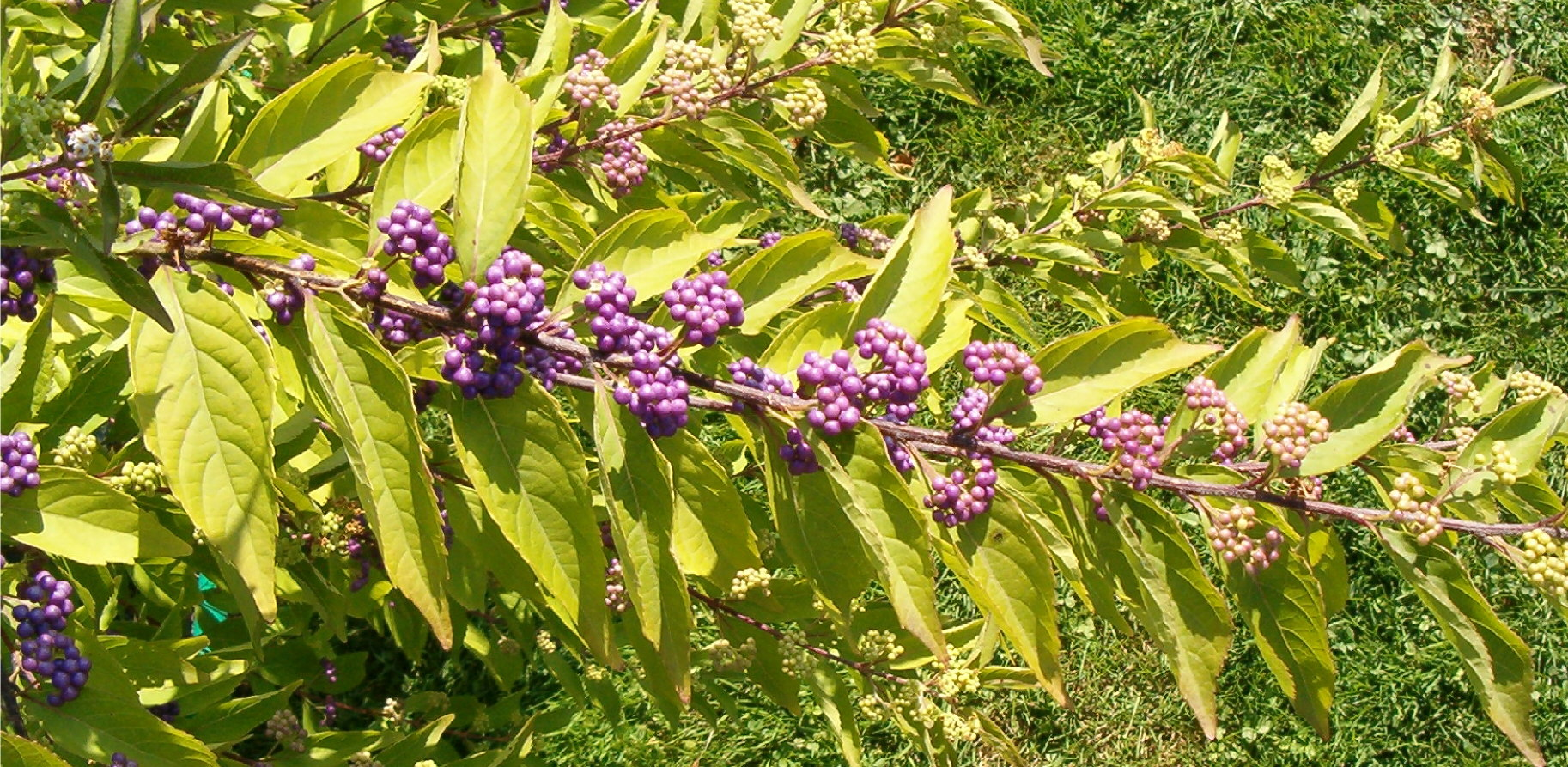
Fruits.
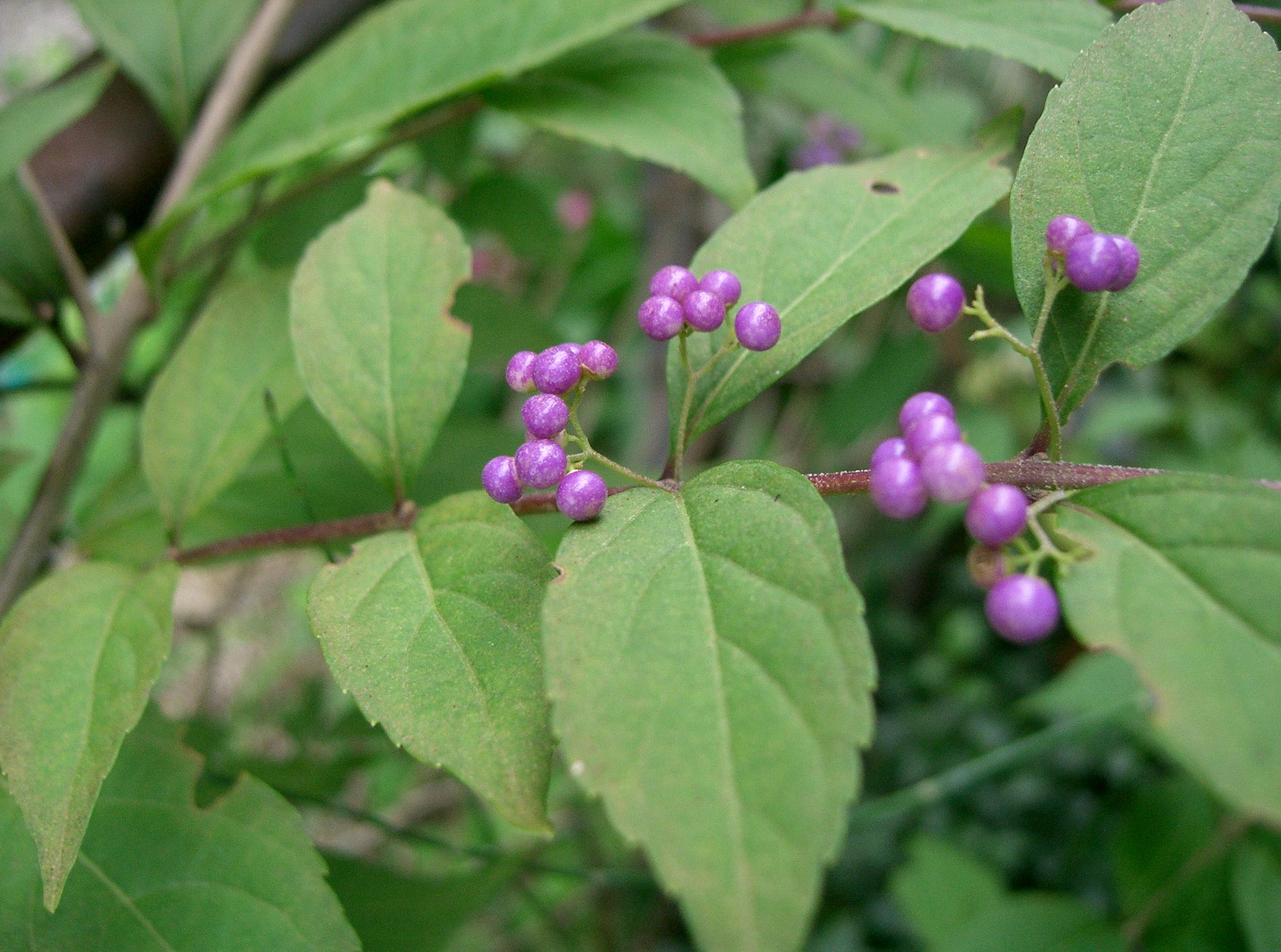
Fruits.
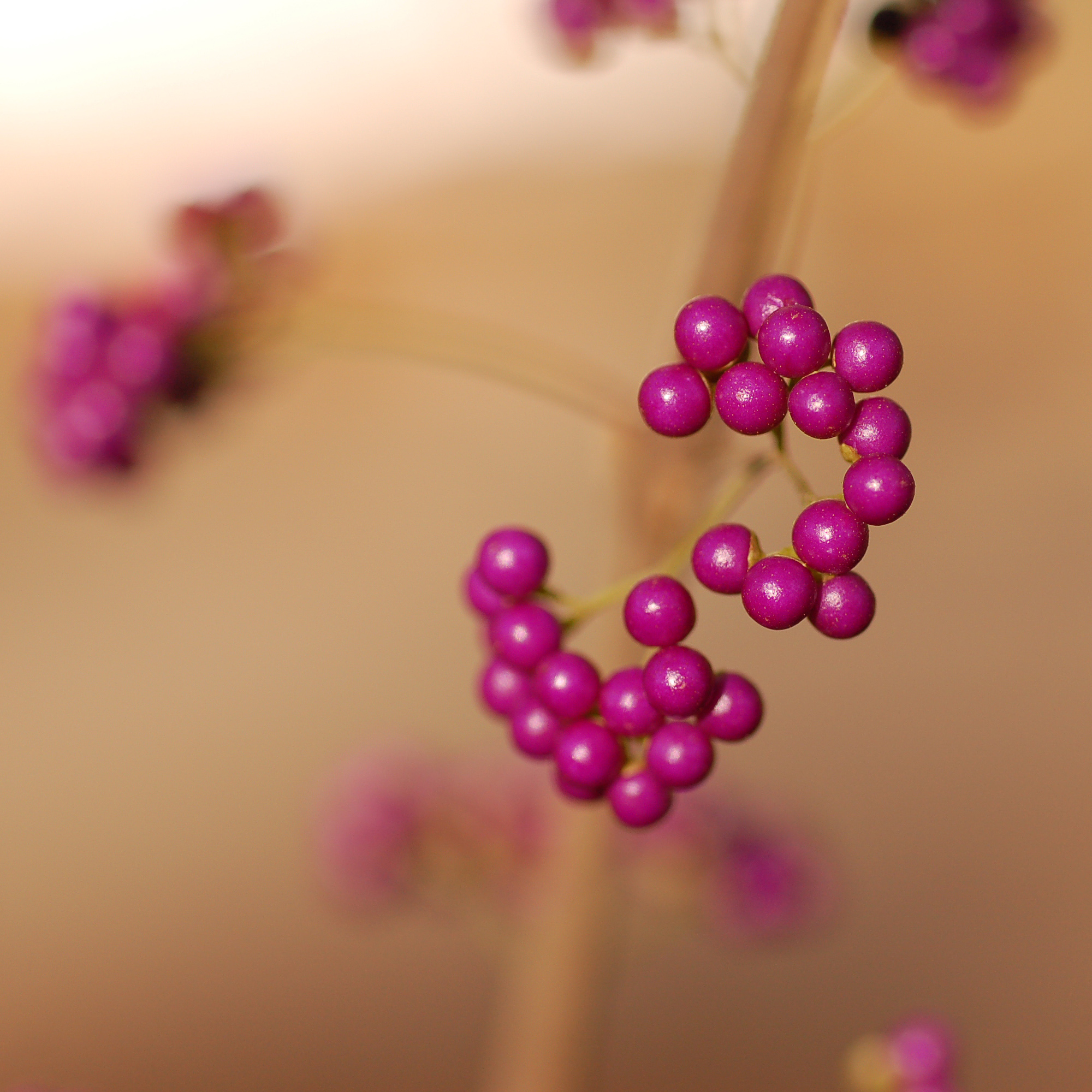
Fruits (variété « Early amethyst »).
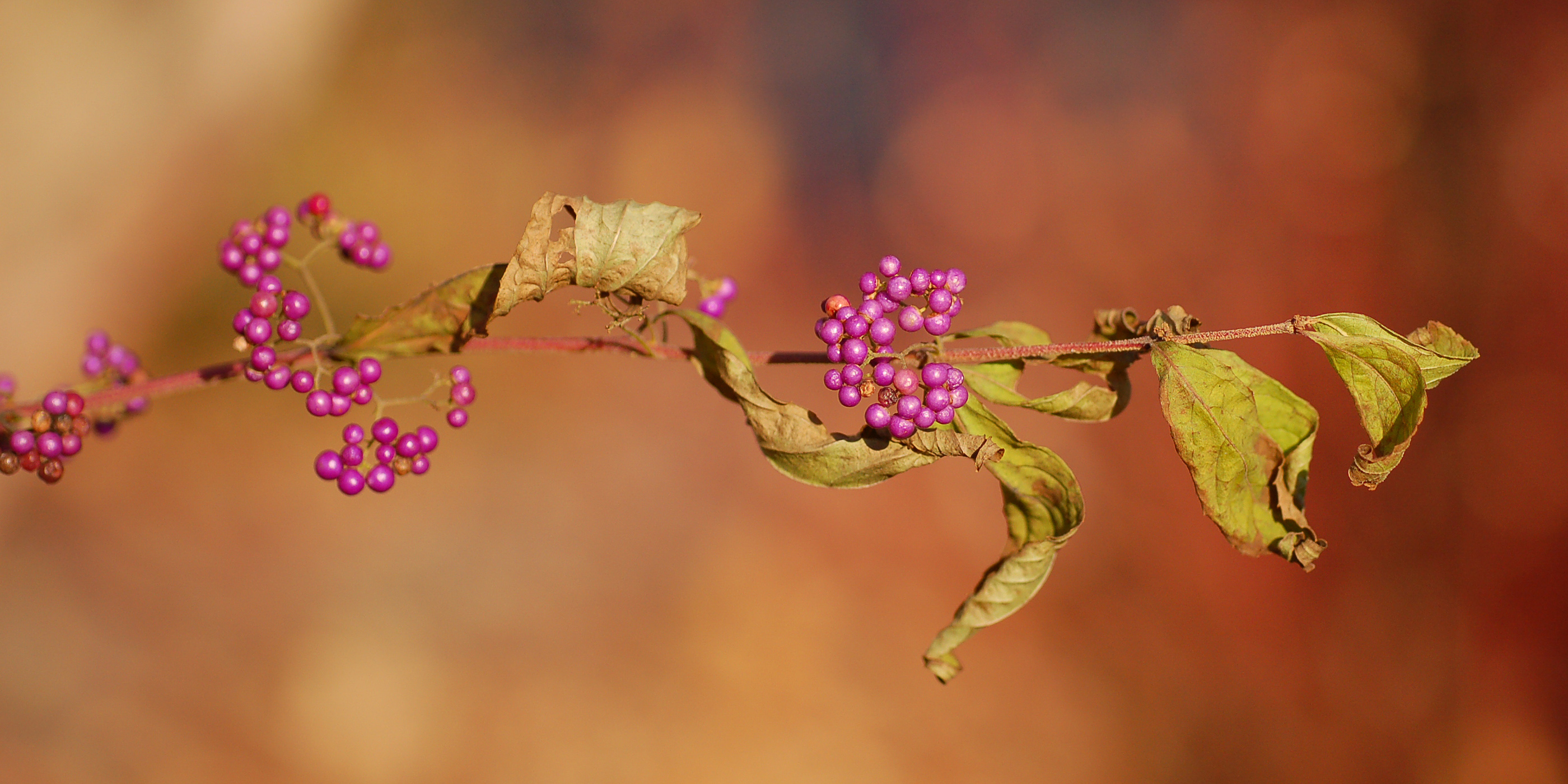
Fruits (variété « Early amethyst »).

## Répartition
Cette plante est originaire d'Asie de l'Est : Chine (Anhui, Fujian, Guangdong, Guangxi, Guizhou, Hebei, Henan, Hubei, Hunan, Jiangsu, Jiangxi, Shandong, Taiwan, Zhejiang), Japon, Corée, Vietnam.
Elle a comme habitat d'origine des forêts mixtes en moyenne montagne (en dessous de 600 m).

## Utilisation
Il s'agit d'un arbuste d'ornement, assez largement répandu en France. Il résiste à des températures de −12 °C. Il est peu exigeant quant à la qualité du sol.
De nombreuses variétés horticoles sont commercialisées, parmi lesquelles :
- Callicarpa dichotoma « Early Amethyst » aux fruits violet foncé
- Callicarpa dichotoma « Issai » aux fruits violet clair
- Callicarpa dichotoma « Albibacea » aux fruits blancs
- Callicarpa dichotoma « Duet » aux fruits blancs